# PY Vulpeculae
PY Vulpeculae eller G 185-32, är en ensam stjärna belägen i den norra delen av stjärnbilden Räven. Den har en genomsnittlig skenbar magnitud av ca 13,0 och kräver ett kraftfullt teleskop för att kunna observeras. Baserat på parallax enligt Gaia Data Release 2 på ca 54,77 mas, beräknas den befinna sig på ett avstånd på ca 60 ljusår (18,3 parsek) från solen. 

## Observation
PY Vulpeculae uppmärksammades först av Henry L. Giclas, vid Lowell Observatory under en undersökning av stjärnor med hög egenrörelse, som listade den som en misstänkt vit dvärg. Denna beteckningen bekräftades spektroskopiskt 1970 av astronomen Jesse L. Greenstein vid California Institute of Technology.

## Egenskaper

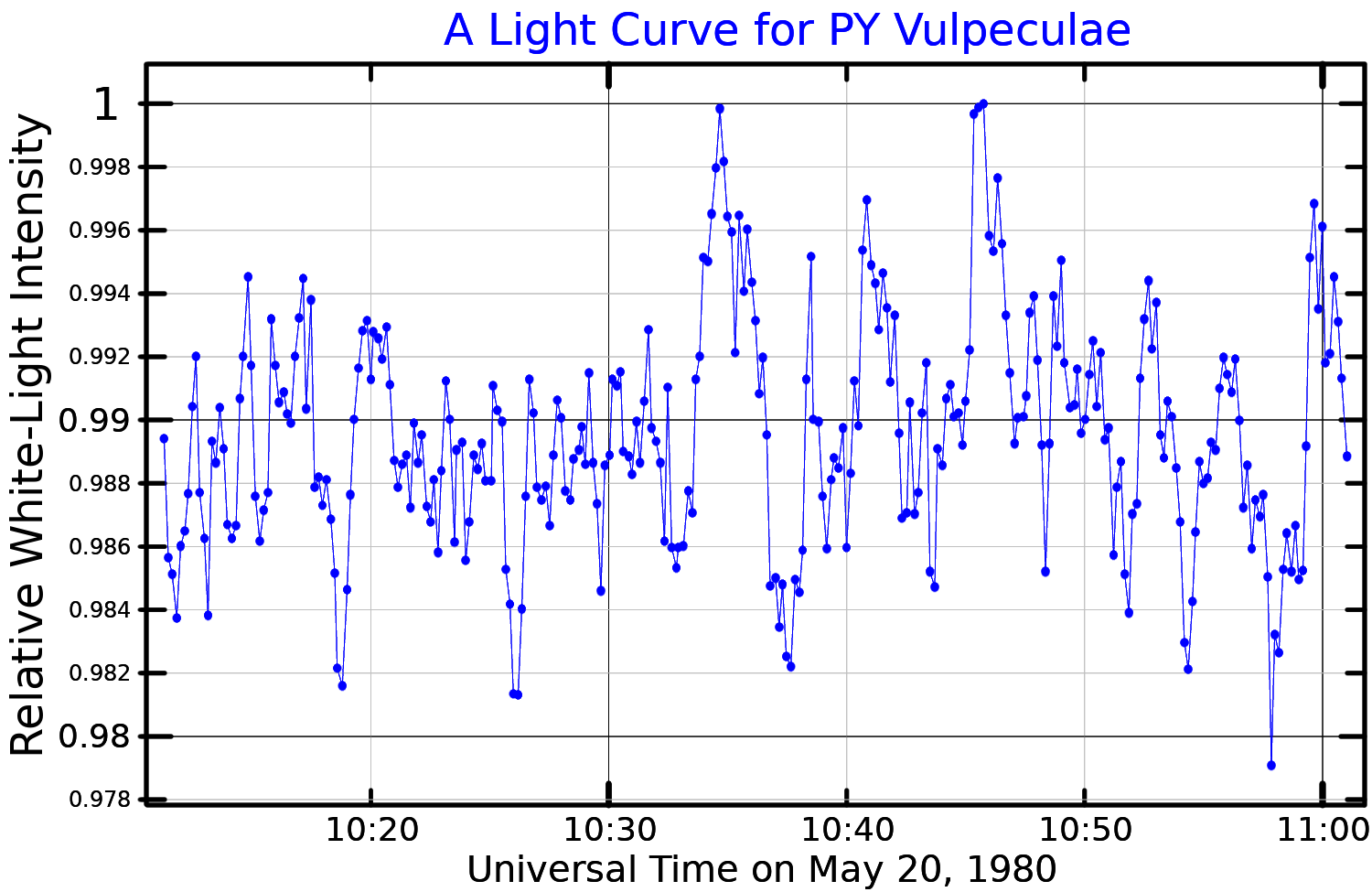
Ljuskurva i visuella bandet för PY Vulpeculae, anpassad från McGraw et al. (1981).

PY Vulpeculae är en blå till vit dvärgstjärna av spektralklass DA4.0. Den har en massa som är ca 0,64 solmassa, en radie på ca 0,012 solradie och har en effektiv temperatur av ca 12 400 K. Stjärnresten är en ZZ Ceti-variabel, som varierar i skenbara magnitud med 0,02 enhet från medelvärdet 13,00.